# Libellula croceipennis
La libélula rayadora neón (Libellula croceipennis) es una especie de libélula de la familia Libellulidae. Tiene una distribución razonablemente amplia, en concreto en Estados Unidos, América Central y el norte de Sur América. Se encuentra presente en áreas protegidas y no existen indicios de detrimento poblacional.

## Clasificación y descripción de la especie
Libellula es un género principalmente Holártico compuesto por 30 especies, 27 de las cuales se encuentran en el continente americano 2,4. Las libélulas de este grupo generalmente son los individuos dominantes en charcas, estanques y lagos 2. Libellula está muy cercanamente emparentado a los géneros Ladona y Plathemis 4. Las especies de este género usualmente presentan coloraciones brillantes y manchas conspicuas en las alas que ayudan a su identificación. L. croceipennis es una especie robusta de color rojo brillante. Las alas tienen un área difusa ámbar-amarillo basal que se extiende hasta el triángulo donde se adelgaza hacia el área subcostal y termina cerca del nodo 2,3.

## Distribución de la especie
Se la puede encontrar en Belice, Colombia, Costa Rica, El Salvador, Guatemala, Honduras, México, Nicaragua y Estados Unidos..

## Hábitat
Se la puede encontrar cerca de estanques, lagos y riachuelos en el suroeste de los Estados Unidos, América Central y el norte de Sur América. Esta especie prefiere arroyos limpios usualmente arbolados.

## Estado de conservación
Se considera como especie de preocupación menor en la lista roja de la IUCN.